# Диалогический персонализм
Диалогический персонализм — современное философское течение внутри персонализма, ставящее основной своей задачей решение проблемы (внутренней и внешней) личностной коммуникации и нахождение пути через диалог. Яркие представители — Мартин Бубер, Морис Гюстав Недонсель, Николай Александрович Бердяев, Ойген Розеншток-Хюсси, Эммануэль Левинас, Михаил Михайлович Бахтин.
Социальная сторона личности, а именно коммуникация или диалог, заявляются в диалогическом персонализме основанием конституирования всей личности.
Диалогический персонализм, оперируя новыми экзистенциальными категориями (Я, Ты, Мы) стремится преодолеть гносеологический Я-центризм классической философии, вынося проблему познания на новый онтологический уровень проблемы творчества.
Началом развития идеи диалога можно назвать книгу М. Бубера «Я и Ты» (1923), в которой вводятся в философский обиход понятия Я и ТЫ, как основные экзистенциальные категории.
Русские философы Н. А. Бердяев — в книге «Я и мир объектов (Опыт философии одиночества и общения)» — и С. Л. Франк в книгах «Непостижимое» (1939), «Реальность и человек. Метафизика человеческого бытия» (1956) развивают диалогические идеи в рамках своих систем.